# Перковичи (Волынская область)
Перковичи (укр. Перковичі) — село в Колодяжненской сельской общине Ковельского района Волынской области Украины.
Код КОАТУУ — 0722180404. Население по переписи 2001 года составляет 202 человека. Почтовый индекс — 45065. Телефонный код — 3352. Занимает площадь 0,135 км².

## Известные уроженцы
- Панасенко, Леонид Николаевич — писатель-фантаст